# Metrounfall im Bahnhof Couronnes

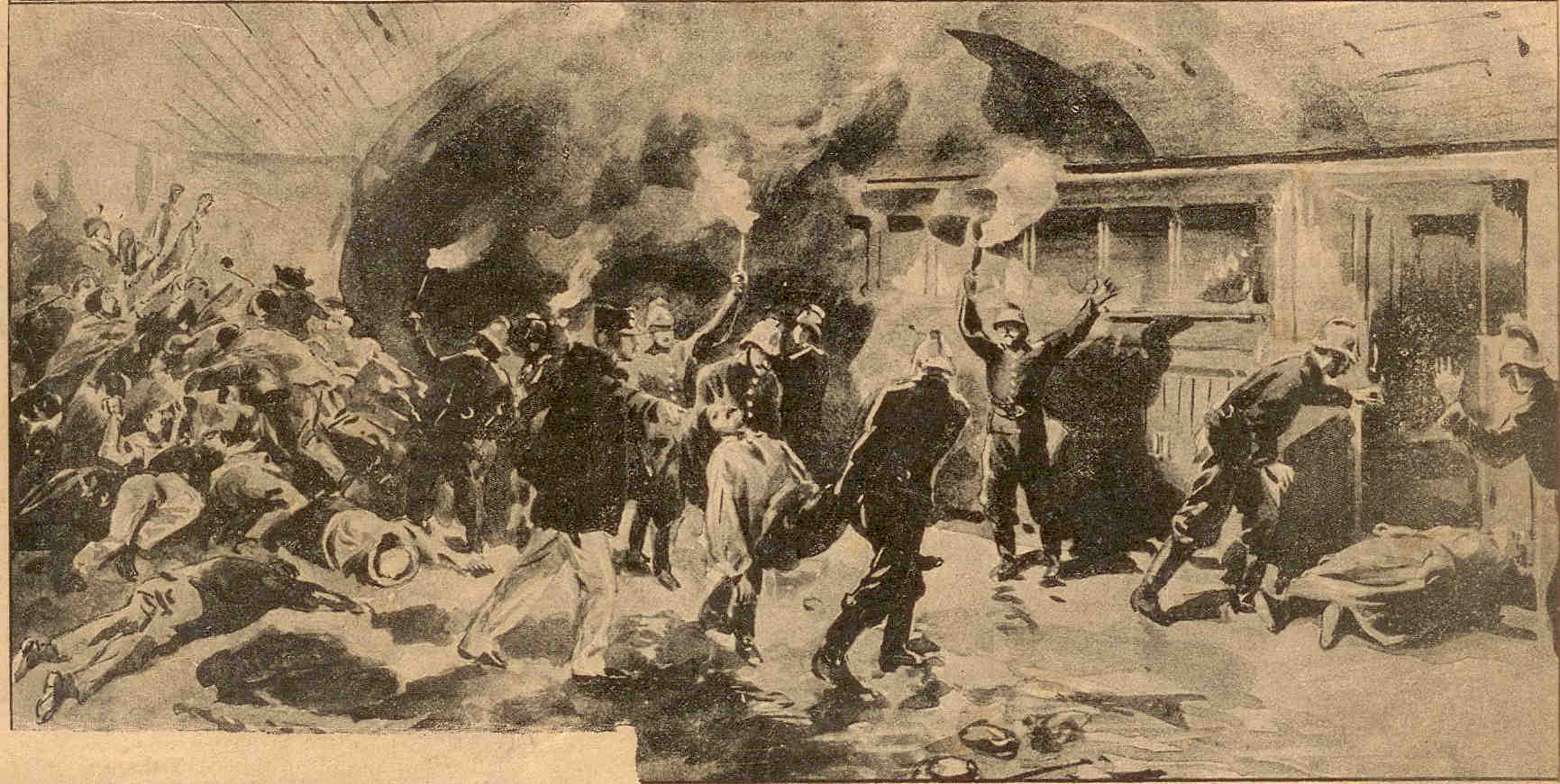
Rekonstruktionszeichnung des Bergens der Toten durch Osvaldo Tofani in der Zeitung L'Actualité Nr. 187 vom 16. August 1903

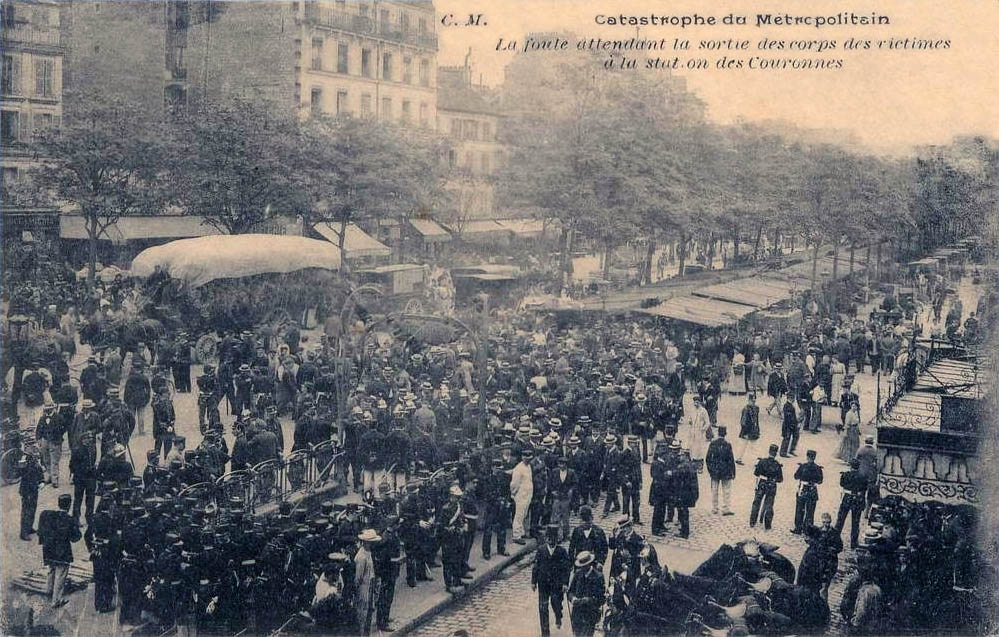
Eine Menschenmenge wartet auf das Herauftragen der Leichen der tödlich Verunglückten

Der Metrounfall im Bahnhof Couronnes war ein schwerer Eisenbahnunfall auf der Pariser Métrolinie 2 (damals Métrolinie 2 Nord). Er ereignete sich am 10. August 1903 und kostete 84 Menschen das Leben. Die hohe Zahl der Toten wurde in erster Linie durch die unzureichende Unfallprävention verursacht.

## Gegebenheiten
Der erste Abschnitt der Métrolinie 2 Nord wurde am 13. Oktober 1900 eröffnet. Verlängerungen erfolgten am 7. Oktober 1902 und am 31. Januar 1903. Die Linie hatte sowohl Tunnel- als auch Hochbahn-Streckenteile. Die Hochbahnstrecke verlief zwischen den Bahnhöfen Boulevard Barbès (seit 1907: Barbès – Rochechouart) und Rue d’Allemagne (seit 1914: Jaurès).
Da die vorübergehenden östlichen Endstationen Anvers (ab Oktober 1902) bzw. Bagnolet (seit 1970: Alexandre Dumas; ab Januar 1903) weder Endschleifen noch Umsetzmöglichkeiten aufwiesen, wurde die Strecke seit der ersten Verlängerung von Zügen befahren, die aus sechs Beiwagen und einem Triebwagen an jedem Zugende bestanden.
Die Strecke war im Bereich der Hochbahntrasse nicht mit Abstell- oder Überholungsgleisen ausgestattet. Der Fahrstrom wurde aus verschiedenen Unterwerken, die allerdings keine voneinander isolierten Stromkreise bildeten, in eine Stromschiene gespeist. Die Stromentnahme erfolgte über Stromabnehmer, wobei nur der jeweils führende Triebwagen auf diese Weise den Fahrstrom bezog. Der Triebwagen am Zugende erhielt seinen Strom über ein 600-V-Kabel, das entlang der Beiwagen verlief, vom führenden Triebwagen. Aus diesem Grund konnten die Wagen eines solchen Zugs nicht einfach entkuppelt werden.
Nach der Inbetriebnahme des letzten Streckenabschnitts bis zum Endbahnhof Nation, der innerhalb einer Wendeschleife liegt, am 2. April 1903, war es wieder möglich, Züge mit nur einem Triebwagen an der Zugspitze einzusetzen. Am 10. August 1903 verkehrten auf der Linie 2 Nord daher kurze Züge aus einem Trieb- und drei Beiwagen sowie lange Züge aus sechs Beiwagen zwischen zwei Triebwagen. Alle Fahrzeuge der Serien 100 und 200 waren zweiachsig, die Aufbauten bestanden aus Holz.

## Unfallhergang

### Der erste Zug: Nr. 43
Die Ereignisse begannen um 18:53 Uhr, als im Antriebsdrehgestell des führenden Fahrzeugs M 202 des Acht-Wagen-Zugs 43, der in östlicher Richtung unterwegs war, auf der Steigung vor dem U-Bahnhof Boulevard Barbès durch einen Kurzschluss ein Schwelbrand entstand, der eine heftige Rauchentwicklung zur Folge hatte. Der Zug wurde im Bahnhof evakuiert und die Stromabnehmer von der Stromschiene abgehoben. Die Rauchentwicklung hörte dadurch auf, der Bahnsteig war allerdings voller verärgerter Fahrgäste. Um ihnen möglichst schnell eine Gelegenheit zur Weiterfahrt bieten zu können, entschied das Bahnpersonal, den Zug aus dem Bahnhof zu fahren. Da kein Hilfszug zur Verfügung stand, geschah dies um 19:05 Uhr aus eigener Kraft, was den Kurzschluss sofort wieder aktivierte und den Brand erneut anschwellen ließ. Dem Triebfahrzeugführer blieb die Gefährlichkeit der Situation zunächst verborgen, so dass er den Zug in die Tunnelstrecke einfuhr und erst im Tunnelbahnhof Combat (seit 1945: Colonel Fabien) anhielt. Sobald die Stromabnehmer abgehoben wurden, ließ das Feuer nach. Der Triebfahrzeugführer entschied sich dagegen, es aus eigener Kraft weiter zu versuchen, und bat um ein Fahrzeug, das den Zug 43 weiterschieben sollte.

### Der zweite Zug: Nr. 52
Die Fahrgäste, die den Zug Nr. 43 in der Station Boulevard Barbès hatten verlassen müssen, stiegen in den nächstfolgenden Zug Nr. 52, einen Vier-Wagen-Zug, ein und waren bis Rue d’Allemagne gekommen, als dort die Bitte um ein Schiebefahrzeug des Triebfahrzeugführers des Zugs 43 eintraf. Es wurde entschieden, den Zug 52 als Schiebefahrzeug einzusetzen. Alle Reisenden mussten daraufhin den Zug Nr. 52 verlassen, damit er leer zum havarierten Zug 43 fahren und ihn wegschieben konnte. Das Manöver gelang und um 19:32 Uhr fuhr die so gebildete Zwölf-Wagen-Einheit 43/52 weiter. Inzwischen waren allerdings durch das Feuer die hölzernen Hebeeinrichtungen für die Stromabnehmer des Zuges 43 so geschädigt, dass sie nicht mehr funktionstüchtig waren: Die Stromabnehmer lagen nun auf der Stromschiene und die Spannung schürte den Brand kontinuierlich. Der Zug passierte den U-Bahnhof Belleville, nutzte aber eine dort vorhandene Abstellmöglichkeit nicht und passierte brennend auch die Station Couronnes. Dessen Bahnhofsvorsteher war dadurch alarmiert, unternahm aber nichts.

### Der dritte Zug: Nr. 48
Der nächstfolgende Zug, Nr. 48, wieder ein Vier-Wagen-Zug, war inzwischen in der Station Rue d’Allemagne eingetroffen und hatte hier auch alle Fahrgäste, die die Züge 43 und 52 zurückgelassen hatten, aufgenommen. Sein Führer war wegen des vor ihm liegenden, völlig verqualmten Tunnels so beunruhigt, dass er im Bahnhof Couronnes mit seinem Zug nicht wie üblich bis an das vordere Ende des Bahnsteigs fuhr, sondern in der Bahnsteigmitte stehen blieb, um die Situation mit dem Bahnhofsvorsteher zu besprechen. Beiden war die bedrohliche Lage bewusst und sie entschieden, die Reisenden auf die Straße zu verbringen. Die Passagiere, die zum Teil nun den dritten Zugausfall hintereinander erlebt hatten, reagierten unwillig und bedrängten das Bahnhofspersonal wegen einer Fahrgeldrückerstattung, statt zügig den Bahnhof zu verlassen.

### Die Katastrophe

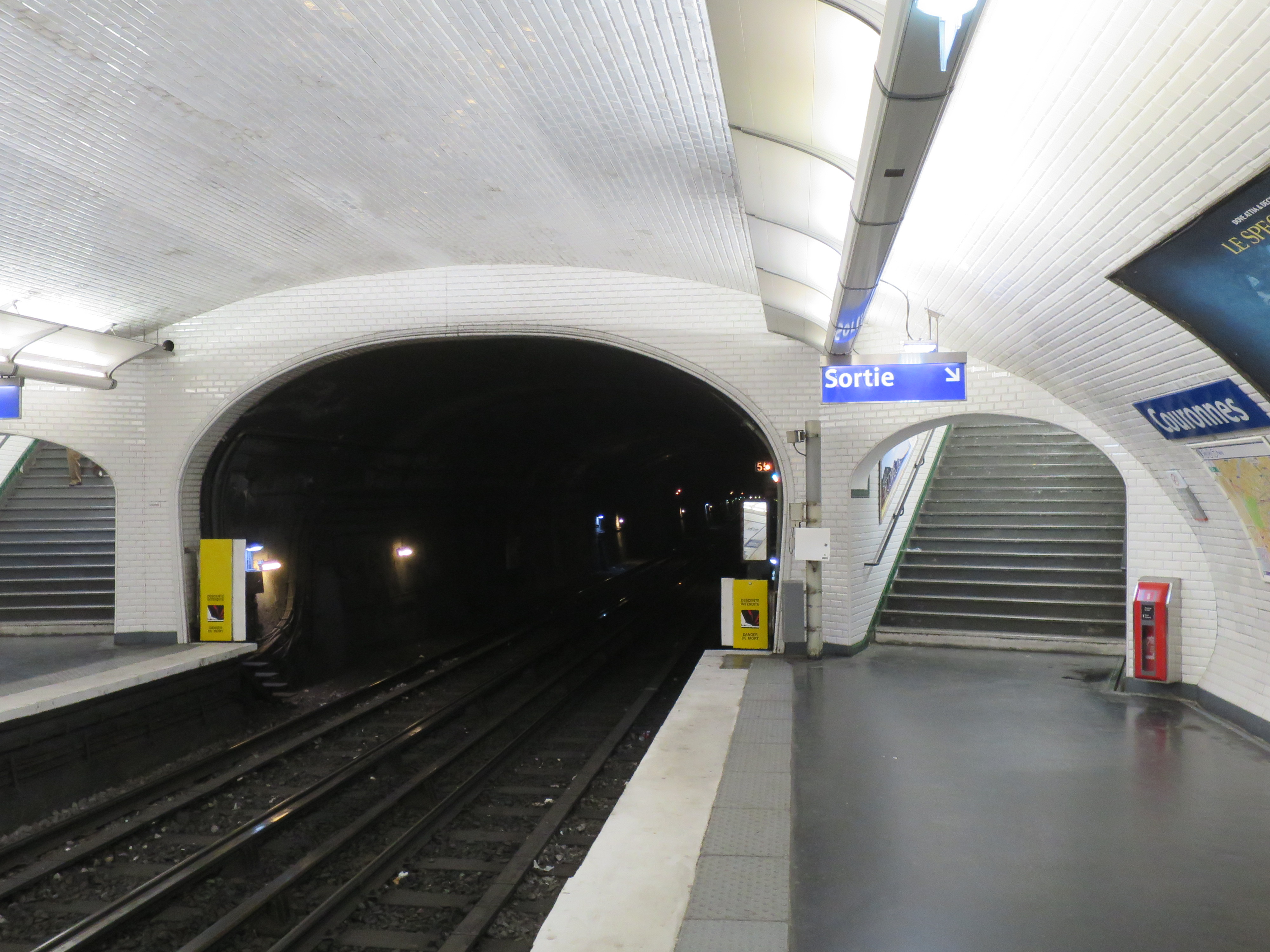
Bahnsteig in der Station Couronnes, an dem Zug 48 hielt, ehe aus dem weiter führenden Tunnel dichter schwarzer Rauch in die Station drang – der einzige vorhandene Ausgang ist die hier rechts davon liegende Treppe

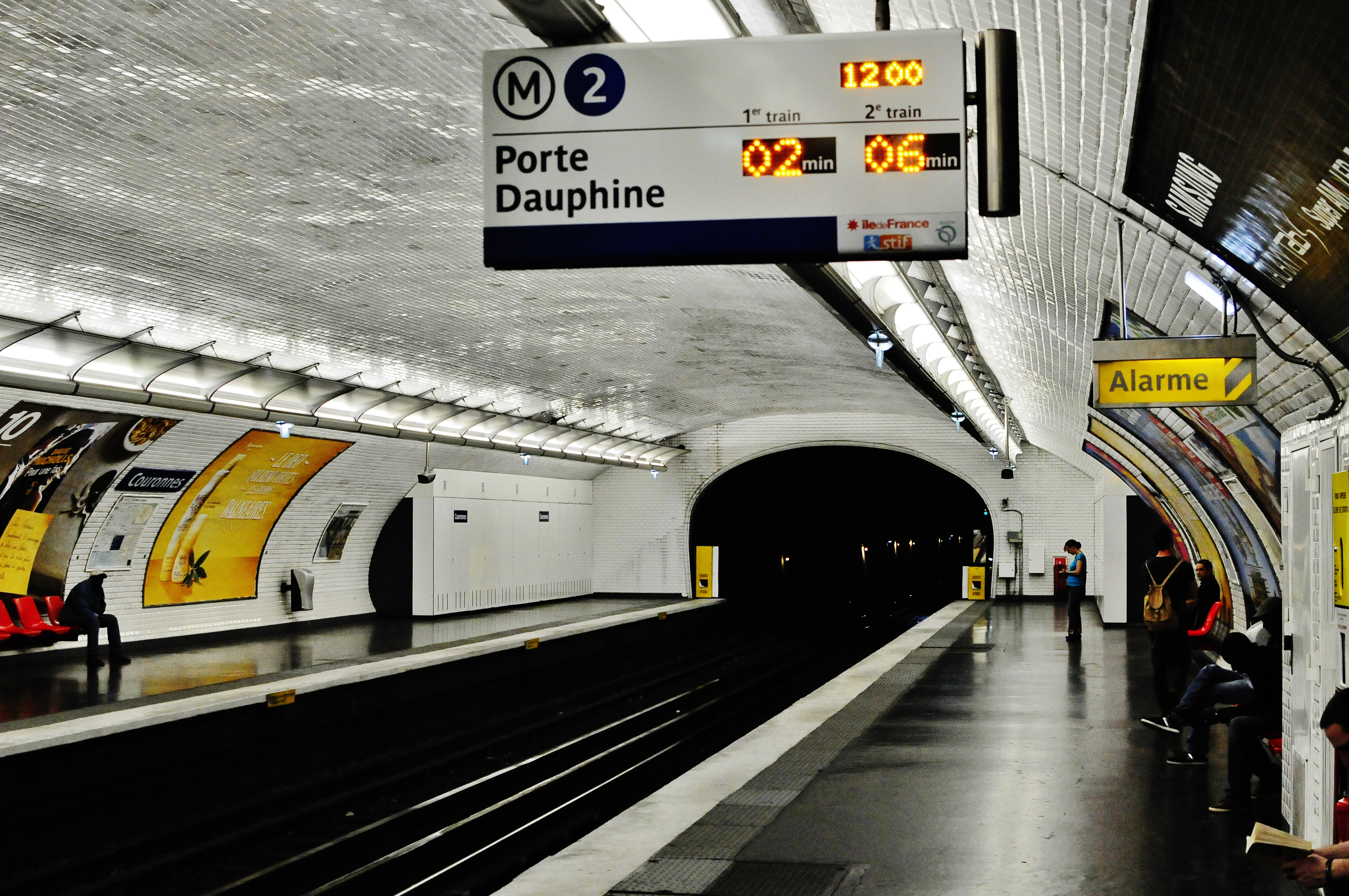
Dem Ausgang gegenüberliegendes Stationsende, am Ende des linken Bahnsteigs kamen ca. 50 Menschen ums Leben

Der Zug 43/52 hatte gerade noch den nächsten U-Bahnhof Ménilmontant, erreicht, als das Feuer außer Kontrolle geriet. Ein weiterer Kurzschluss im beschädigten Triebwagen M 202 ließ diesen augenblicklich in Flammen aufgehen. Der Strom, der das Feuer weiter nährte, ließ sich nicht abstellen. Zwar wurde das nächste Unterwerk Pére-Lachaise abgeschaltet, doch die Strecke war nicht in elektrisch gegeneinander isolierte Abschnitte unterteilt, die Unterwerke Barbès und Étoile lieferten weiterhin Strom. In der Station Ménilmontant erstickten sieben Fahrgäste im dichten schwarzen Rauch, der in der Station stehen gebliebene defekte Zug mit Holzaufbauten verbrannte bis auf die Fahrgestelle vollständig.
Gegen 20 Uhr beschädigte das Feuer die elektrische Leitung, die auch die Beleuchtung der Station Couronnes speiste. Diese fiel genau in dem Moment aus, als der Rauch aus dem zur Station Ménilmontant führenden Tunnel quoll. Durch die Dunkelheit und den Rauch irritiert, gerieten die auf dem Bahnsteig befindlichen Reisenden in Panik. Viele verloren die Orientierung, flohen vor dem eindringenden Rauch in die entgegengesetzte Richtung und erstickten am nordwestlichen Stationsende. Dort, wo der U-Bahnhof Couronnes keinen Ausgang hat, wurden ca. 50 aufeinanderliegende Leichen gefunden. Aber auch in der über dem Tunnel liegenden Schalterhalle starben Menschen, die es nicht mehr rechtzeitig nach draußen geschafft hatten, den Erstickungstod.

## Folgen
84 Menschen starben: 75 in Couronnes, 7 in Ménilmontant und 2, die versucht hatten, über diesen Weg zu entkommen, im Tunnel.
Die Aufsichtsbehörden ordneten bereits eine Woche nach diesem Unfall eine Reihe von Maßnahmen an, die derartigen Unfällen künftig vorbeugen sollten:

Sofort musste
- für jeden Streckenabschnitt ein Verantwortlicher benannt werden, der bei Betriebszwischenfällen die Rettungsmaßnahmen verantwortlich einleiten konnte,
- jeder Fahrzeugführer befähigt werden, Motoren mit Kurzschluss von weiterer Stromzufuhr zu isolieren,
- jeder Ausgang mit beleuchteten Kennzeichnungen als Notausgang versehen werden,
- bis zur Installation von Hydranten für provisorische Feuerlöschstationen gesorgt werden,
- jeder Ausgang der Bahnhöfe von allen den Fluchtweg störenden Einbauten befreit werden.

Binnen zwei Wochen waren
- alle elektrischen Komponenten in den Fahrzeugen komplett zu isolieren,
- die zwei Triebwagen statt an den beiden Zugenden hintereinander an der Zugspitze zu kuppeln, um die Führung des 600-V-Kabels entlang der Beiwagen zu vermeiden,
- die Zuglängen auf maximal sieben Fahrzeuge (zwei Trieb- und fünf Beiwagen) zu reduzieren,
- brennbare Materialien in den Fahrzeugen weitgehend zu entfernen, besonders in den Führerständen,
- Ersatzstromleitungen für die Bahnhofsbeleuchtung herzustellen, die bei Ausfall der ursprünglichen Versorgung die Beleuchtung gleichwohl sicherstellten.

Bis November 1903
- war die Strecke in elektrisch voneinander unabhängige Abschnitte zu unterteilen,
- mussten die Ausgänge der Bahnhöfe baulich vergrößert werden.

Im Jahre 1905 kam es zu einem Prozess vor dem Zuchtpolizeigericht in Paris, wobei der Wattmann Chauvin, die Zugführer Cavaye und Jouffroy sowie der Bahnsteigvorstand Renaud wegen fahrlässiger
Tötung angeklagt wurden. Zuvor hatte die Betreibergesellschaft den Hinterbliebenen der Opfer Entschädigungen
in einer Gesamthöhe von 1.253.000 Fr. gezahlt. Den Angeklagten wurden diverse Nichtbeachtungen der Dienstvorschriften zur Last gelegt, „namentlich Chauvin, daß er die die Stromschiene berührenden Stromabnehmer nicht zurückgezogen hat, als er den Kurzschluß, die Ursache des Brandes, bemerkte“. Einer der Sachverständigen äußerte, „die Elektrizität sei noch so wenig bekannt, daß man behaupten könne, die genaue Befolgung der Vorschriften sei, statt Unfälle zu verhüten, eher geeignet, solche zu veranlassen“. Die Staatsanwaltschaft forderte letztlich nur milde Strafen, während die Verteidigung auf Freispruch plädierte. Das Gericht verhängte gegen die vier Angeklagten Geldstrafen zwischen 2.000 Fr. und einer bedingten Freiheitsstrafe von einem Monat Gefängnis.